# Devreč
Devreč (Servisch cyrillisch Девреч) is een plaats in de Servische gemeente Tutin. De plaats telt 106 inwoners (2002).